# Strangregulierventil
Strangregulierventile sind Armaturen, die im Rohrleitungsbau eingesetzt werden.
Strangregulierventile dienen wie Strangabsperrventile zum Absperren einzelner Leitungsabschnitte in Rohrleitungsnetzen für Medien wie Luft, Gas, Wasser und Kühlmittel. Zusätzlich eignen sie sich zum genauen Einregulieren des Volumenstroms wie es unter anderem ein hydraulischer Abgleich erfordert. Dieser dient dazu im gesamten Rohrnetz gleiche Druckverluste herzustellen, damit alle Stellen im Netz in gleicher Weise mit dem Medium versorgt werden. Dies hilft auch bei der wirtschaftlichen Verteilung der Medien, da die Pumpenleistung genau angepasst werden kann.
Der Einsatz dieser Armaturen ist besonders in größeren Netzen wichtig. Zunehmend wird aber auch in kleineren Anlagen wie z. B. in Einfamilienhäusern der hydraulische Abgleich mittels Strangregulierventilen durchgeführt.
Strangregulierventile werden u. a. in der Sanitärtechnik und im Zentralheizungsbau eingesetzt.
Um eine genaue und vergleichbare Regulation zu ermöglichen, muss in der Regel der Durchfluss in der vorgesehenen Richtung stattfinden und ein gerades Rohrstück mit einer Mindestlänge entsprechend dem dreifachen Durchmesser vor dem Ventil eingesetzt werden.